# Богданович, Раде
Раде Богданович (серб. Раде Богдановић; 21 мая 1970, Сараево, Югославия) — сербский футболист, нападающий. Выступал за сборную Сербии и Черногории.

## Клубная карьера
Богданович начал свою профессиональную карьеру футболиста в родном городе Сараево в клубе «Железничар». Его дебют за клуб, игравший в то время в югославской Первой лиге, пришёлся на 1987 год. Он провел там 5 сезонов до 1992 года, после того как вспыхнула Боснийская война он покинул Сараево. 22-летний Богданович бежал в Белград вместе с несколькими игроками «Железничара» Симоном Круничем, Горданом Видовичем, Сувадом Катана, Синишей Николичем и Сречко Иличем. Оказавшись в Белграде, они были временно размещены на базе «Партизана» техническим директором клуба Ненадом Бжековичем и генеральным секретарем клуба Жарко Жечевичем.

## Достижения
«Пхохан Стилерс»
- Чемпион К-лиги : 1992

## Международная карьера
Богданович сыграл три матча и забил два гола за Сборную Сербии и Черногории. Ему также было предложено играть за сборную Боснии и Герцеговины, но он предпочел играть за Сербию.
| Голы Раде Богдановича за сборную Сербии и Черногории | Голы Раде Богдановича за сборную Сербии и Черногории | Голы Раде Богдановича за сборную Сербии и Черногории | Голы Раде Богдановича за сборную Сербии и Черногории | Голы Раде Богдановича за сборную Сербии и Черногории | Голы Раде Богдановича за сборную Сербии и Черногории |
| ---------------------------------------------------- | ---------------------------------------------------- | ---------------------------------------------------- | ---------------------------------------------------- | ---------------------------------------------------- | ---------------------------------------------------- |
| №                                                    | Дата                                                 | Соперник                                             | Счёт                                                 | Голы Богдановича                                     | Соревнование                                         |
| 1                                                    | 12 июня 1997 год                                     | Гана                                                 | 3 : 1                                                | 2                                                    | Кубок Кореи 1997                                     |

## Личная жизнь
Женат, имеет троих дочерей, старшая дочь Кристина (род. 1 июня 1994 года в Южной Корее), вторая дочь Мария (род. 17 октября 2000 года в Германии), а третья дочь София (род. 26 июля 2007 в Испании) .